# Edison Chen
Edison Chen Gun Hei (chino tradicional: 陳冠希, cantonés: Chan Kwoon Hei, Yale: Chàn Gūnhēi, mandarín pinyin: Chén Guānxī); (* Vancouver, Columbia Británica, Canadá, 7 de octubre de 1980) es un actor y estrella de cantopop canadiense de ascendencia china y portuguesa.
Eddie, como le gusta ser nombrado, fue un estudiante de la Robert Cecil Palmer Secondary School en Richmondand, también asistió a la Hong Kong International School, pero su carrera estudiantil fue un fracaso; eso le impidió finalizar el undécimo grado. Ha vivido la mayor parte de su vida en Vancouver y en Nueva York, que aportó su influencia en el idioma inglés.
Un explorador de talentos accedió a Edison organizando un club con sus amigos en Hong Kong y le pidió que hiciera un comercial. A partir de entonces, fue presentado en el círculo de artistas de Hong Kong donde ganó inmensa popularidad por su atractiva apariencia.
Ha protagonizado varias películas incluyendo Infernal Affairs I y II (la primera fue refinada para el éxito hollywoodense The Departed),  Efecto Vampiro (Chin gei bin), Initial D (adaptación de Initial D) y Dog Bite Dog (Gau ngao gau). Interesado en ampliar su fama más allá de Hong Kong, también interpretó al protagonista masculino en el drama japonés Onaji tsuki wo miteiru y como el asistente del Sr. Lau en China, quien fue quien recibió a Lucius Fox cuando llegó al edificio, en la película The Dark Knight. Edison ha lanzado muchos álbumes como cantante en idioma cantonés, y se encuentra trabajando en un álbum en mandarín producido por el rapero americano Kanye West. 
Edison incursionó en la industria de la moda acompañado de su creciente éxito como un joven ídolo pop. Edison es uno de los fundadores de CLOT Inc., una compañía de ropa descrita como una "compañía del estilo de la vida" que se orienta hacia la cultura juvenil.
Chen ha sido relacionado con muchas jóvenes tales como Gillian Chung, Bobo Chan, Rosanne Wong (miembro del grupo musical 2R), Maggie Q, Stephy Tang, y Anne Suzuki. Desde el verano, ha mencionado una chica llamada "V" en su blog personal muchas veces. Recientemente reconoció que salía con Vincy Yeung, sobrina de Albert Yeung un conocido Chief Executive Officer y miembro del Emperor Entertainment Group, durante el estreno de su película-debut en Hollywood, The Grudge 2.

## Filmografía

### Películas
| Año  | Nombre original de la película      | Otros títulos | Personaje interpretado | Notas                                |
| ---- | ----------------------------------- | --- | ---------------------- | ------------------------------------ |
| 2000 | Dead or Alive 2: Tôbôsha            | Dead or Alive 2: Birds Dead or Alive 2: Runaway (título literal en inglés) Dead or alive 2: Sangre yakuza (título en español) | Boo                    |                                      |
| 2000 | Tejing xinrenlei 2                  | Gen-X Cops 2 (título literal en inglés de Hong Kong) Gen-X Cops 2: Metal Mayhem (EUA) Gen-Y Cops (título en inglés de Hong Kong) Jackie Chan Presents: Gen-Y Cops (título de DVD de EUA) Jackie Chan Presents: Metal Mayhem (título de televisión de EUA) Metal Mayhem (EUA) Experimento letal (España) | Edison                 |                                      |
| 2001 | Yuen mong shu                       | Final Romance (título en inglés de Hong Kong) Final Romance - Tenyakuyûjô 3 Wishing Tree | Ah Dik                 |                                      |
| 2001 | Yuk lui tim ding                    | Dummy Mommy, Without a Baby (título internacional en inglés) Yu nu tian ding (título en mandarín de Hong Kong) | Wu                     |                                      |
| 2001 | Oi gwan yue mung                    | Dance of a Dream Ai jun ru meng (título en mandarín de Hong Kong) | Cheung, Jimmy          |                                      |
| 2002 | Gau go neui jai yat jek gwai        | Nine Girls and a Ghost (título internacional en inglés) | Marco                  |                                      |
| 2002 | Seung fei                           | Princess D Xiang fei (título en mandarín de Hong Kong) | Kid                    |                                      |
| 2002 | Mou gaan dou                        | I Want to Be You (título en inglés de Hong Kong) Infernal Affairs (título internacional en inglés) Wu jian dao (título en mandarín de Hong Kong) Asuntos infernales (Argentina) Juego sucio (España) | Young Lau Kin Ming     |                                      |
| 2003 | The Medallion                       | El Poder del talismán (España) | Waiter                 | Cameo                                |
| 2003 | Mou gaan dou II                     | Infernal Affairs II (título en inglés de Hong Kong y Singapur) Wu jian dao 2 (título en mandarín de Hong Kong) Asuntos infernales 2 (Argentina) | Lau Kin Ming           | Cameo                                |
| 2003 | Chuet chung tit gam gong            | Spy Dad (Australia, EUA) The Spy Dad (título en inglés de Hong Kong) | Ronald                 |                                      |
| 2003 | Mou gaan dou III: Jung gik mou gaan | Infernal Affairs III (título en inglés de Singapur) Infernal Affairs: End Inferno 3 (título de EUA) Wu jian dao 3 (título en mandarín de Hong Kong) Asuntos infernales 3 (Argentina) | Young Lau Kin Ming     |                                      |
| 2004 | Shi cha qi xiao shi                 | Life, Translated (título internacional en inglés) | DJ                     |                                      |
| 2004 | San jaat si hing                    | Moving Targets (título en inglés de Hong Kong) | Ngai Fung              |                                      |
| 2004 | Sing gam diy shut                   | Sex and the Beauties (título en inglés de Hong Kong, Estados Unidos) Love and the City (título en inglés de Singapur) | Stone                  |                                      |
| 2004 | Gong wu                             | Blood Brothers (título en inglés de Singapur) Jiang hu (título en mandarín de Hong Kong) Left Hand (título en inglés de Canadá) | Turbo                  |                                      |
| 2004 | Fa dou daai jin                     | Chin gei bin 2: Fa dou daai jin (título en cantonés de Hong Kong) The Huadu Chronicles: Blade of the Rose (título internacional en inglés) | Peachy                 |                                      |
| 2004 | A1 tou tiao                         | A-1 Headline (título internacional en inglés) | Key                    |                                      |
| 2005 | Tau man ji D                        | Initial D - derrapando al límite (España) | Ryousuke Takahashi     | Adaptación del manga/anime Initial D |
| 2005 | Onaji tsuki wo miteiru              | Under the Same Moon (título internacional en inglés) | Don                    |                                      |
| 2006 | Gumball 3000: Drivin' Me Crazy      | |                        | V-Cinema                             |
| 2006 | Gau ngao gau                        | Dog Bite Dog (título internacional en inglés) | Pang                   |                                      |
| 2006 | The Grudge 2                        | La Maldición 2 (México, Venezuela) El Grito 2 (España) | Eason                  |                                      |

### Videojuegos
| Año  | Nombre original del videojuego                 | Otros títulos         | Personaje interpretado | Notas |
| ---- | ---------------------------------------------- | --------------------- | ---------------------- | ----- |
| 2012 | Sleeping Dogs (título internacional en inglés) | True Crime: Hong Kong | Jackie Mah             |       |